# Maria Cristina Tondi
Maria Cristina Tondi (řeholním jménem: Maria Colomba od Marie od Kříže; červen 1696 Bagnaia – 26. listopadu 1731 Viterbo) byla italská řeholnice dominikánka a mystička.

## Život
Narodila se v červnu 1696 v obci Bagnaia jako dcera Antonia a Cateriny Moltoni.
Přestože v mládí vytrvale navštěvovala dominikánskou svatyni Santa Maria della Quercia ve Viterbu, špatné ekonomické podmínky rodiny jí zabránily vstoupit do dominikánského řádu. Roku 1719 vstoupila do III. řádu svatého Dominika. Žila v ústraní v domě svých rodičů a ven vycházela jen do kostela.
O třináct let později vstoupila do kláštera svatého Dominika, kde jí odpustili darování věna požadavaného pro vstup do řádu. Dne 7. května 1730 složila své řeholní sliby a přijala jméno Maria Colomba od svaté Marie od Kříže.
Byla známá pro svou poslušnost, službu druhým a kající povahou. Byla ženou hluboké modlitby a několikrát zažila extázi. Spala natažená na kříži a mučila své tělo.
Velmi ctila svatou Kateřinu Sienskou a Růženu Limskou. Měla také dar proroctví.
Onemocněla vážnou nemocí a 26. listopadu 1731 zemřela.

## Proces svatořečení
Její proces svatořečení byl zahájen 19. září 1787 v diecézi Viterbo.